# حفل توزيع جوائز الإيمي برايم تايم الثامن والستون
حفل توزيع جوائز الإيمي برايم تايم السنوي الثامن والستون، هو حفل يكرم فيه أفضل البرامج التلفزيونية الأمريكية في الفترة من 1 يونيو 2015 حتى 31 مايو 2016، حسب اختيار أكاديمية الفنون والعلوم التلفزيونية. أقيم الحفل يوم الأحد 18 سبتمبر 2016 في مسرح مايكروسوفت في وسط مدينة لوس أنجلوس، كاليفورنيا، وتم بثه في الولايات المتحدة من قبل هيئة الإذاعة الأمريكية ودبي وان وشبكة أوربت شوتايم وإم بي سي 4 في الشرق الأوسط وشمال أفريقيا. استضاف الحفل جيمي كيميل. وقد سبقها حفل جوائز إيمى للفنون الإبداعية ال 68، الذي عقد على مدى ليلتين، 10 و 11 سبتمبر، في مسرح مايكروسوفت.
المسلسل المتعمق في أدب الجريمة (الشعب ضد أو جي سيمبسون|The People v. O. J. Simpson: American Crime Story) فاز بخمس جوائز رئيسية، كأكثر الفائزين في تلك الليلة. في حين فازت الدراما الخيالية صراع العروش بثلاثة جوائز، بما في ذلك أفضل مسلسل درامي ليتجاوز فريزير (37) ويحطم الرقم القياسي كأكثر برنامج تلفزيوني خيالي يفوز بجوائز الإيمي مع حصوله على 38 جائزة في ستة مواسم. كما فاز مسلسل الهجاء السياسي الساخر «فيب» بأفضل مسلسل كوميدي للمرة الثانية على التوالي، في حين أن منتجته وبطلة العمل جوليا لويس دريفوس قد سجلت رقما قياسيا جديدا في عدد الفوز بجائزة أفضل ممثلة في مسلسل كوميدي؛  حيث حققت فوزها الخامس على التوالي لهذه السلسلة والسادس عموما في هذه الفئة.

## الفائزون والمرشحون
تم إعلان المرشحين من قبل أنتوني أندرسن ولورين غراهام في 14 يوليو 2016. السلسلة المحدودة الناس ضد أو جاي سيمبسون: قصة جريمة أمريكية كان المسلسل الأكثر ترشيحا في الحفل بحصوله على 13 تلك الليلة و22 بصفة عامة. تمكّن المسلسل الدرامي صراع العروش من حصد ثلاث جوائز مُهمّة، وبهذا الإنجاز يصبح المسلسل أكثر المسلسلات الخياليّة حصدًا للجوائز “38” في تاريخ الإيمي. وتمكّن أيضًا من تجاوز المسلسل الكوميدي Fraiser في قائمة الأكثر فوزًا بجوائز الإيمي وهو الذي تجمّد رصيده من الجوائز بعد انتهائه في 2004 بعد أن فاز بـ 37 جائزة إيمي. وأصبح مسلسل صراع العروش على بُعد 6 جوائز فقط من معادلة رقم Saturday Night Live كأكثر المسلسلات فوزًا بجوائز الايمي.
يتم سرد الفائزين أولا وإبرازها بخط غامق.

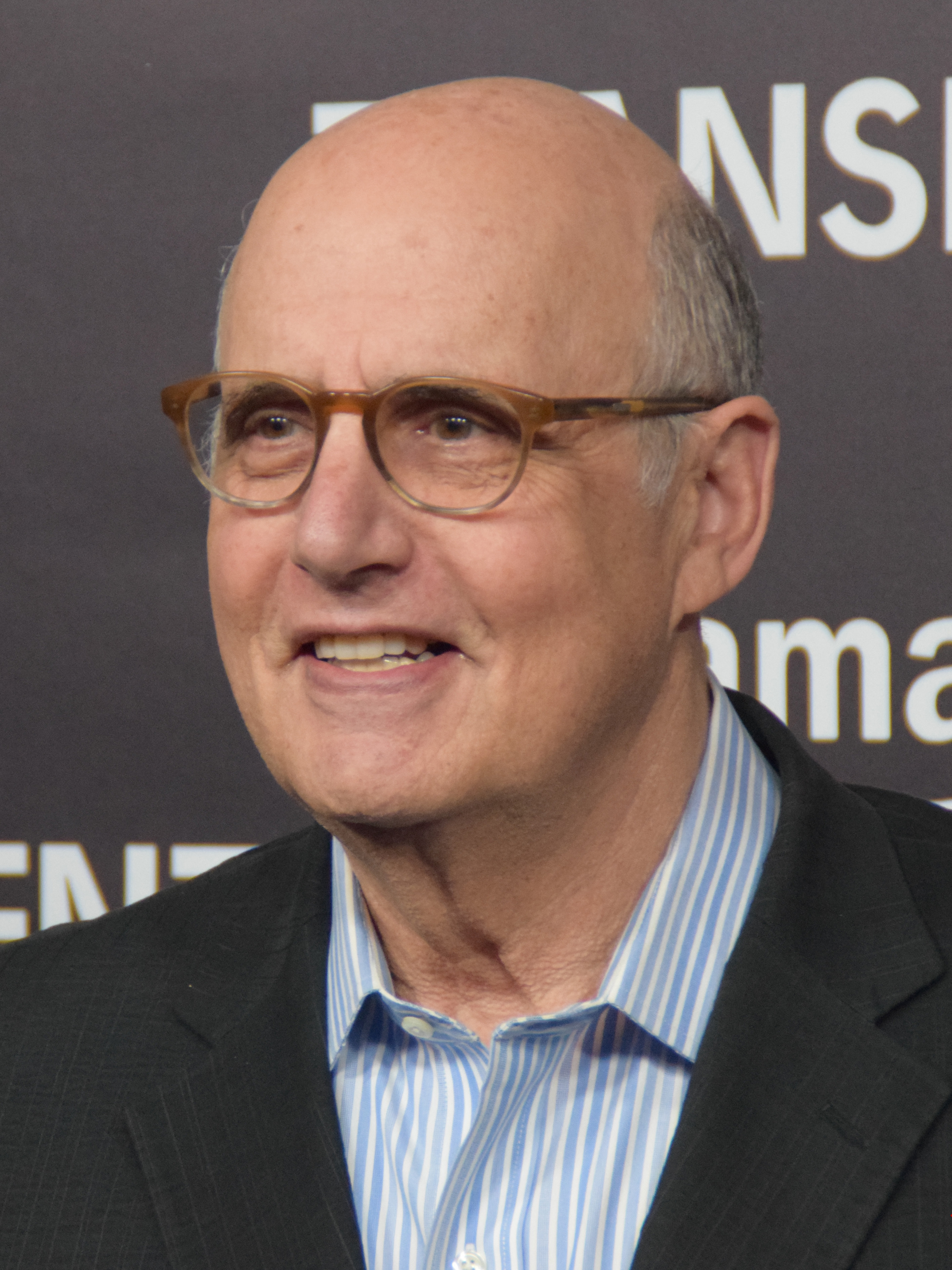
جيفري تامبور، حصل على جائزة أفضل ممثل رئيسي في مسلسل كوميدي

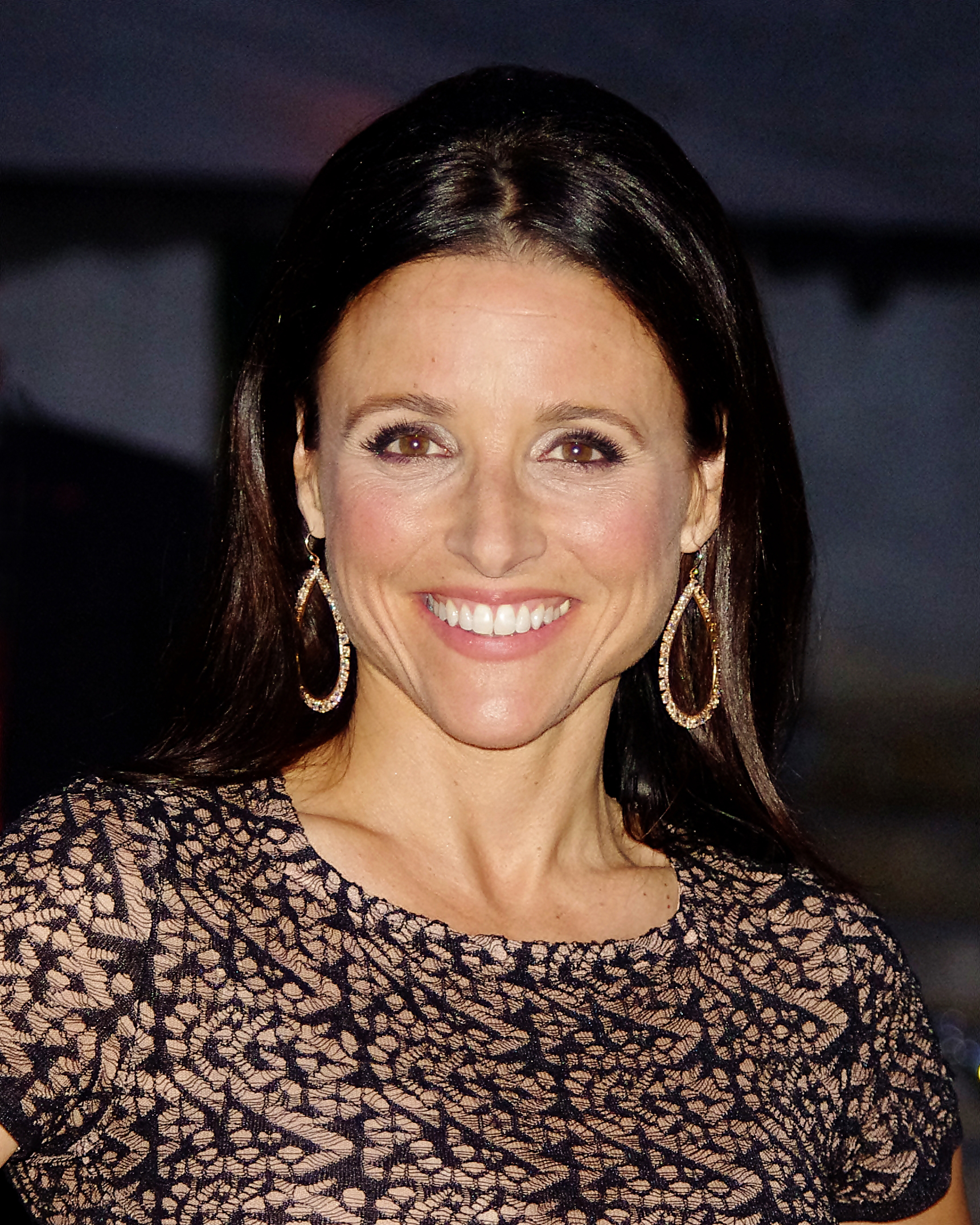
جوليا لوي دريفوس، حصلت على جائزة أفضل ممثلة رئيسية في مسلسل كوميدي

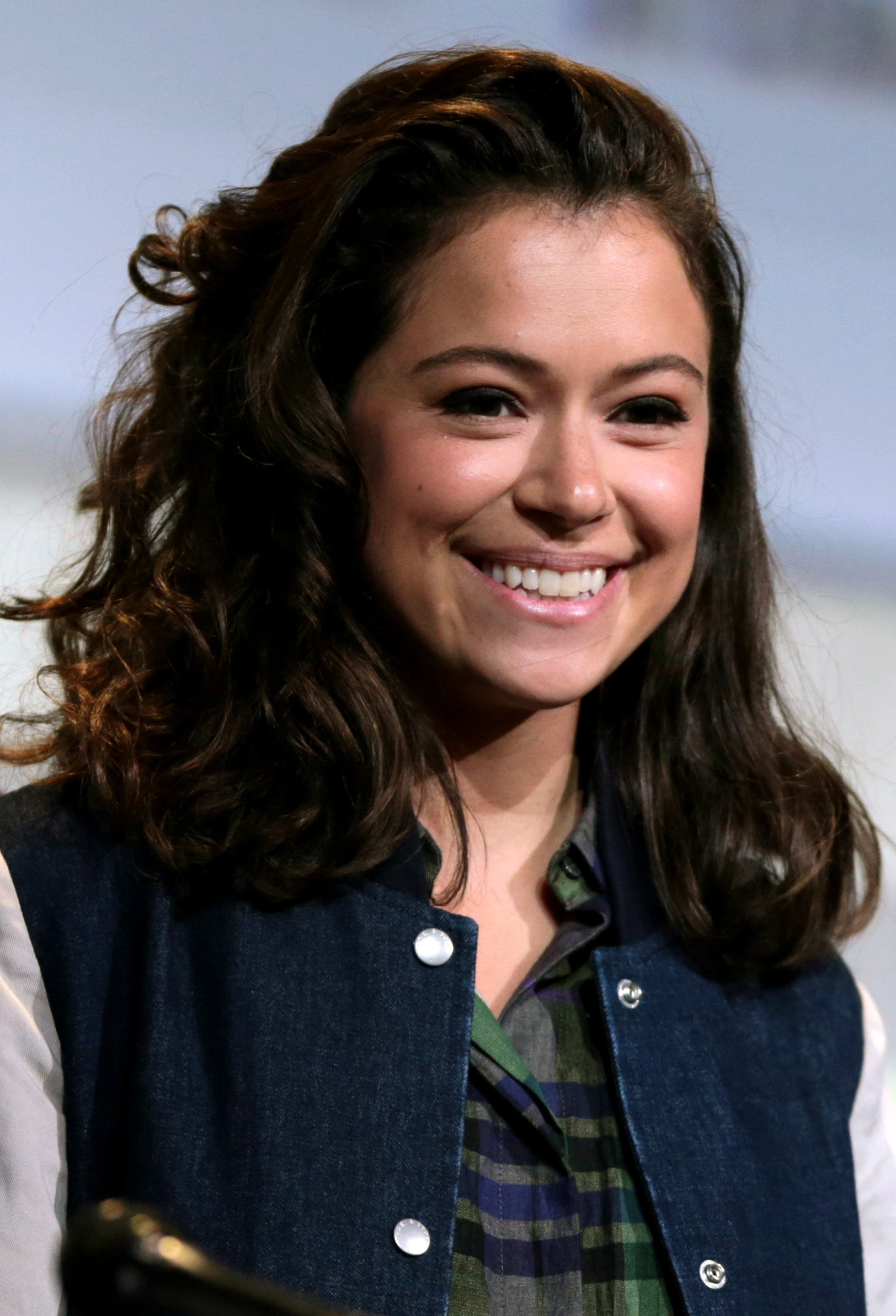
تاتيانا ماسلاني، حصلت على جائزة أفضل ممثلة رئيسي في مسلسل درامي

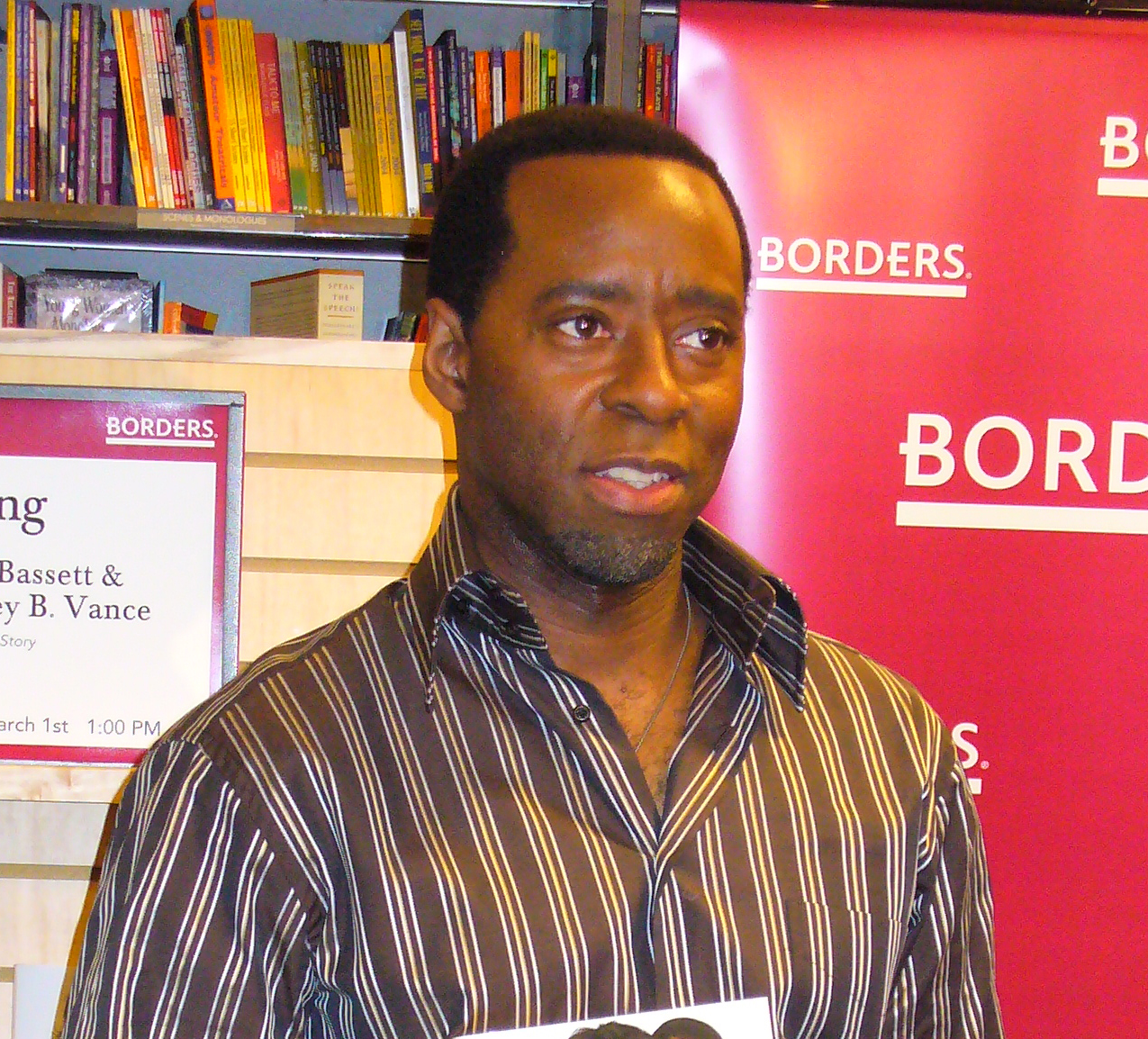
كورتني بي. فانسي، حصل على جائزة أفضل ممثل رئيسي في مسلسلات محدودة أو أفلام

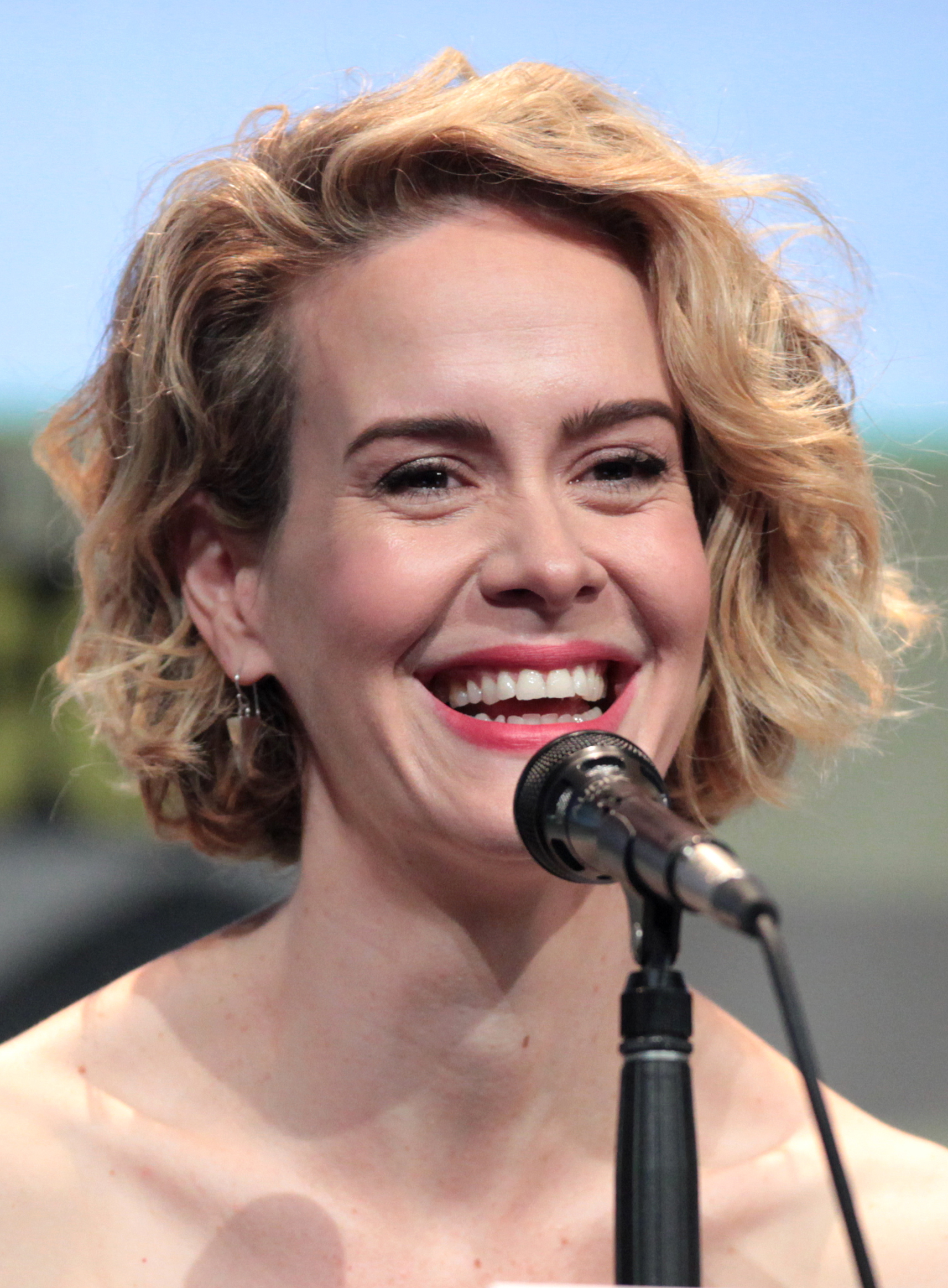
سارة بولسون، حصلت على جائزة أفضل ممثلة رئيسية في مسلسلات محدودة أو أفلام

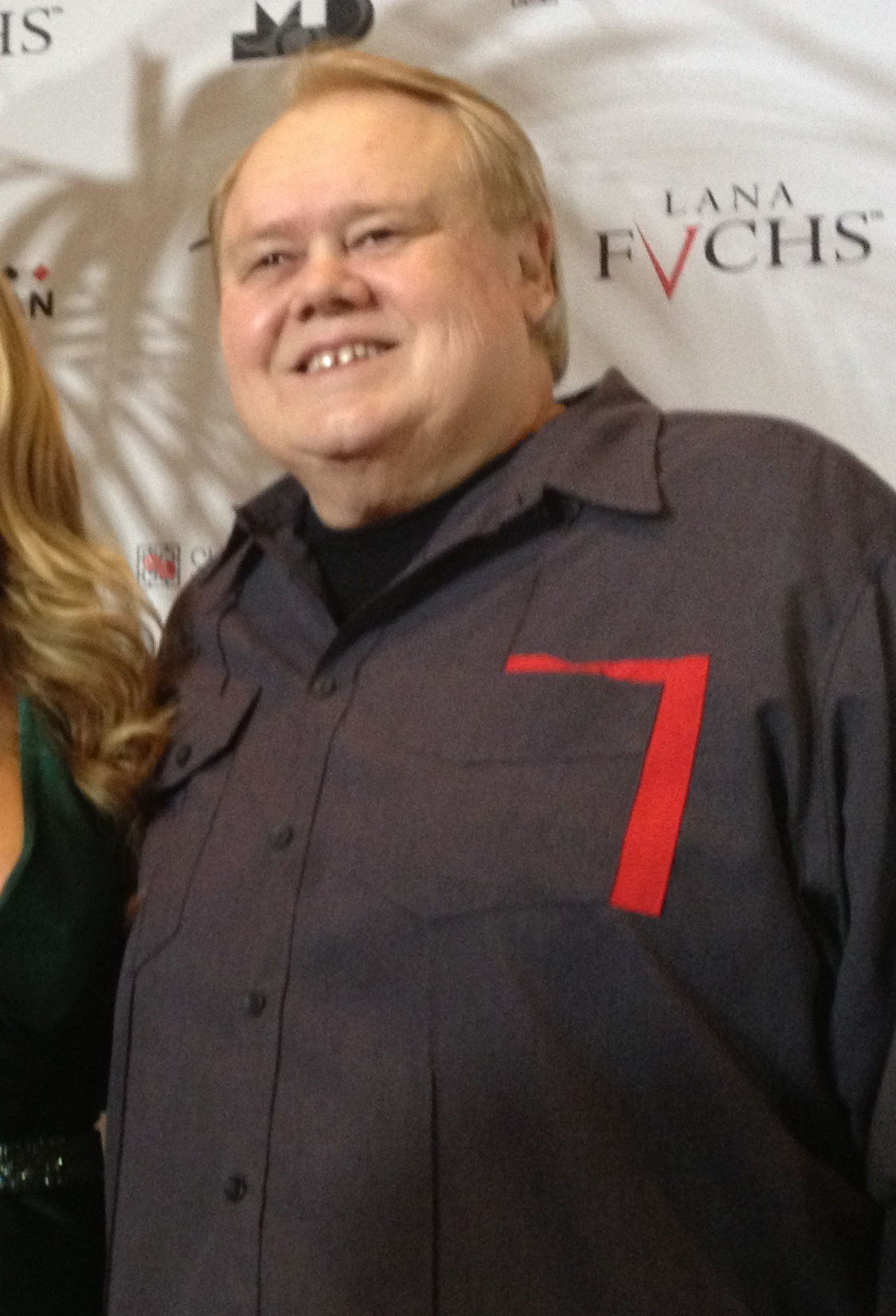
لوي أندرسون، حصل على جائزة أفضل ممثل مساعد في مسلسل كوميدي

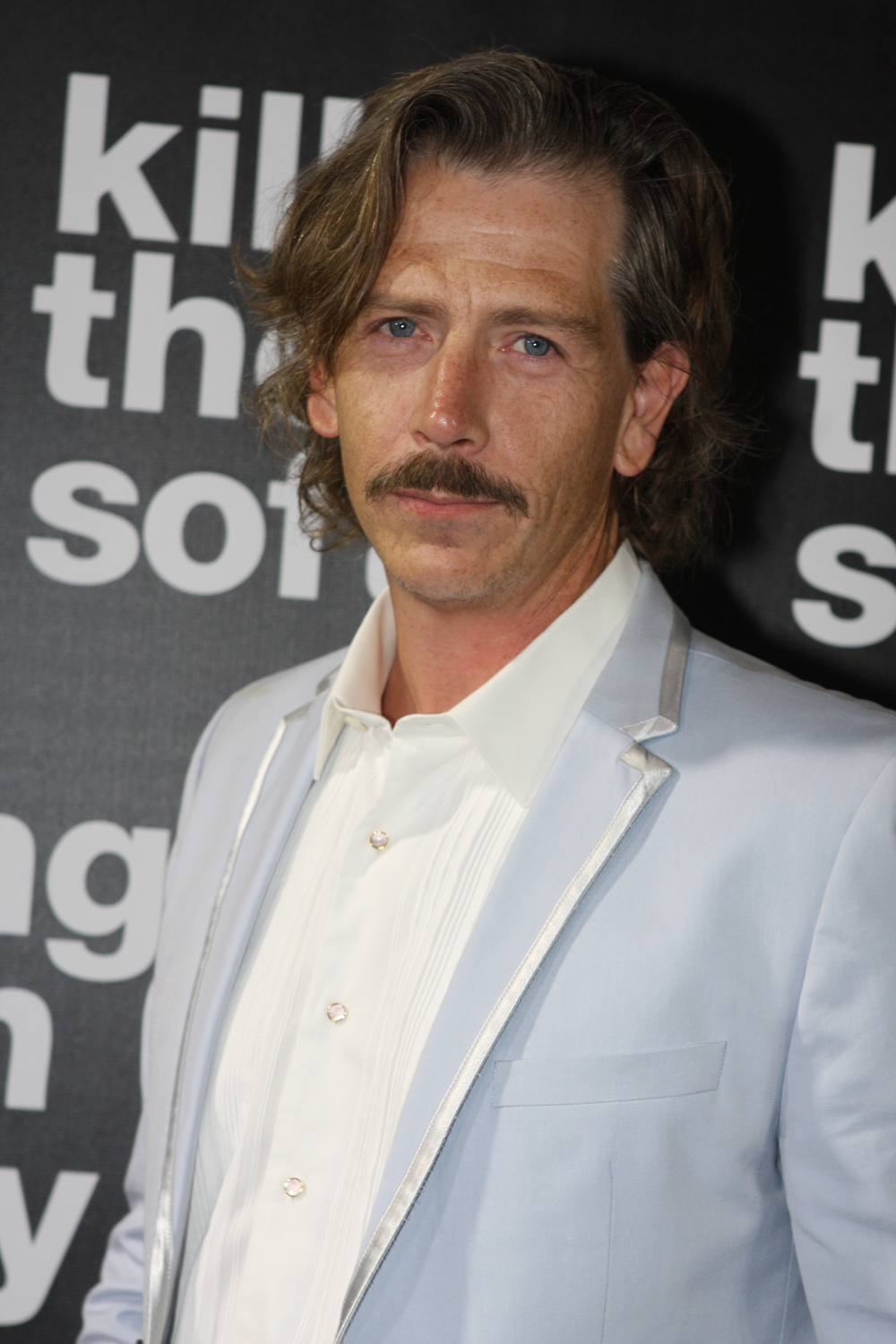
بن مندلسون، حصل على جائزة أفضل ممثل مساعد في مسلسل درامي

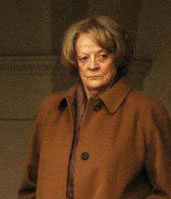
ماغي سميث، حصلت على جائزة أفضل ممثلة مساعدة في مسلسل درامي

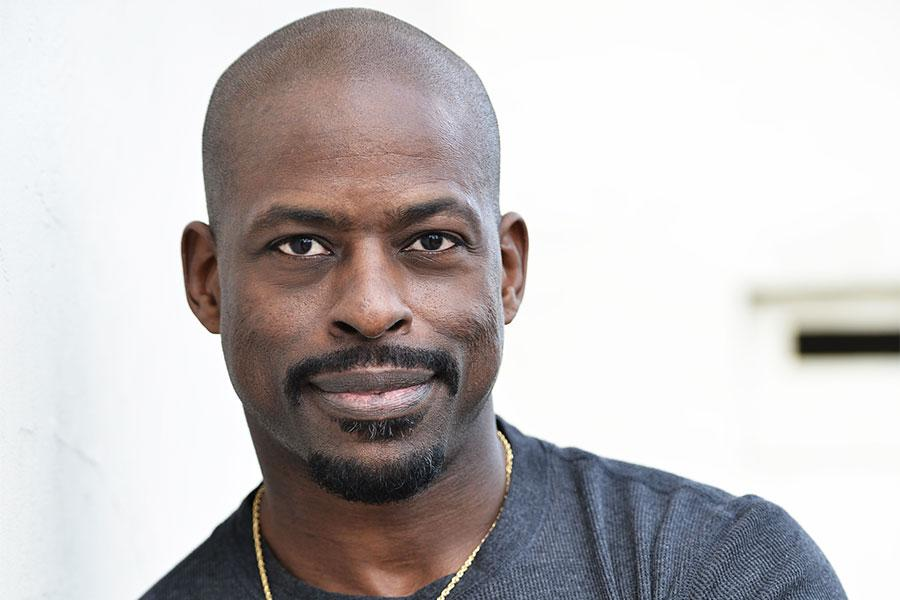
ستيرلينغ ك. براون، حصل على جائزة أفضل ممثل مساعد في مسلسلات محدودة أو أفلام

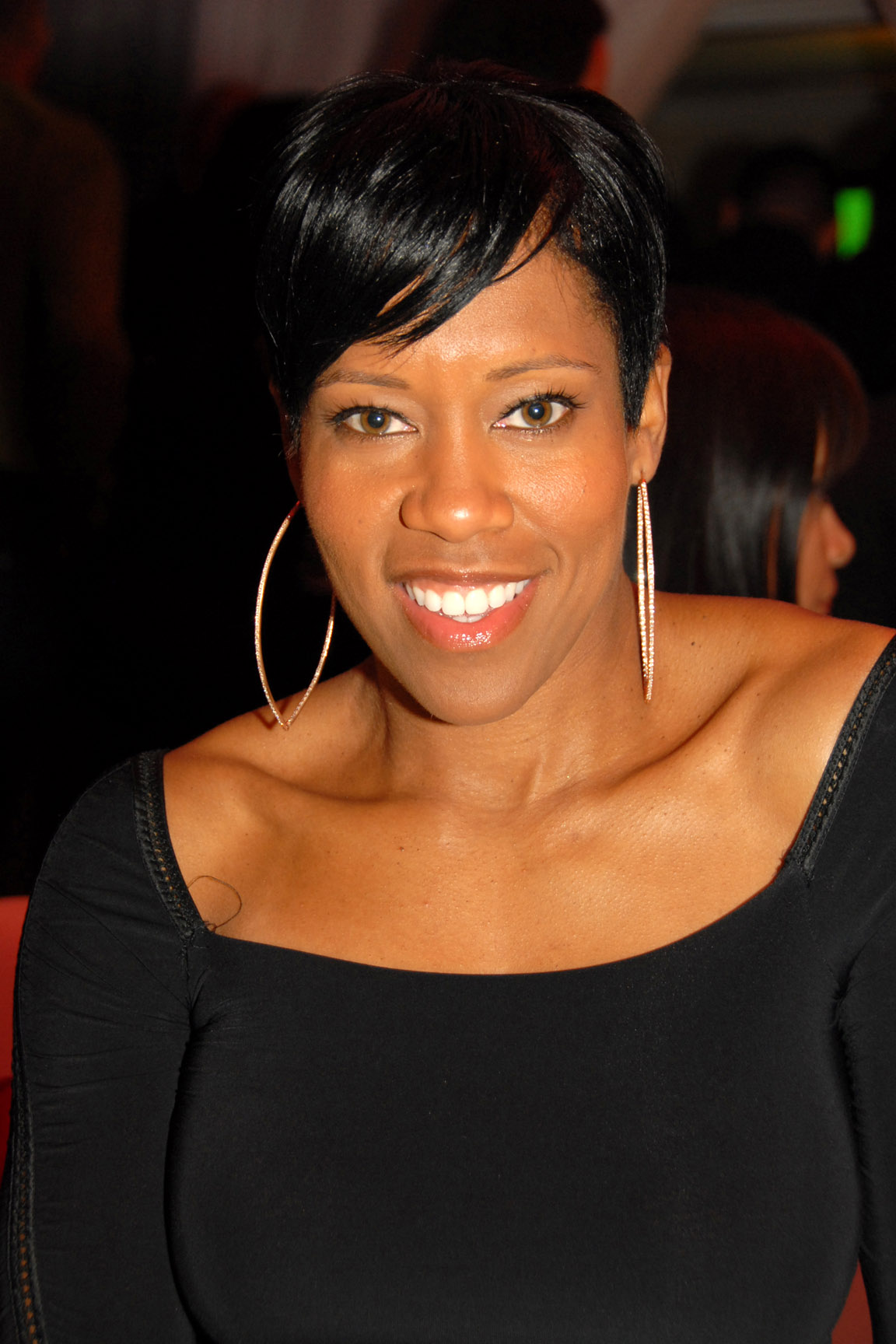
ريجينا كينج، حصلت على جائزة أفضل ممثلة مساعدة في مسلسلات محدودة أو أفلام

### البرامج
| أفضل مسلسل كوميدي | أفضل مسلسل درامي |
| --- | --- |
| - نائبة الرئيس (إتش بي أو) - بلاك-يش (آي بي سي) - سيد اللاشيء (نتفليكس) - العائلة الحديثة (آي بي سي) - وادي السيليكون (إتش بي أو) - شفاف (أمازون) - كيمي شميت القوية (نتفليكس)                                                                                           | - صراع العروش (إتش بي أو) - الأمريكيون (إف إكس) - من الأفضل الاتصال بسول (إيه إم سي) - داونتون آبي (بي بي إس) - أرض الوطن (شوتايم) - بيت من ورق (نتفليكس) - السيد روبوت (يو إس إيه) |
| أفضل مجموعة مسلسلات حوارية | أفضل مجموعة مسلسلات مشاهد قصيرة |
| - الإسبوع الماضي هذا المساء مع جون أوليفر (إتش بي أو) - كوميديون في سيارات يحصلون على القهوة (كراكل) - العرض المتأخر المتأخر مع جايمز كوردن (سي بي إس) - جيمي كيميل لايف! (آي بي سي) - الوقت الحقيقي مع بيل ماهر (إتش بي أو) - برنامج الليلة بطولة جيمي فالون (أن بي سي) | - كي وبيل (كوميدي سنترال) - وثائقي الآن! (آي أف سي) - التاريخ الثمل (كوميدي سنترال) - داخل ايمي شومر (كوميدي سنترال) - بورتلانديا (آي أف سي) - ساترداي نايت لايف (أن بي سي)         |
| أفضل مسلسل قصير | أفضل فيلم تلفزيوني |
| - الشعب ضد أو جاي سيمبسون: قصة جريمة أمريكية (FX) - جريمة أمريكية (ABC) - فارغو (FX) - المدير الليلي (AMC) - جذور (قناة التاريخ التلفزيونية) | - شيرلوك: العروس البغيضة (PBS) - 'طوال الطريق - تأكيد - لوثر (بي بي سي وان) - A Very Murray Christmas                                                                               |
| - أفضل برنامج مسابقات واقعي | |
| - الصوت (NBC) - السباق المذهل (CBS) - الأمريكي النينجا المحارب (NBC) - الرقص مع النجوم (ABC) - بروجيكت رانواي (لايف تايم) - توب شيف (Bravo) | |

### الممثلون

#### أفضل دور رئيسي
| أفضل ممثل في مسلسل كوميدي | أفضل ممثلة في مسلسل كوميدي |
| --- | --- |
| - جيفري تامبور – شفاف - أنتوني أندرسن _ بلاك-يش - عزيز أنصاري _ سيد اللاشيء - ويل فورتيه _ آخر رجل على الأرض - ويليام ميسي _ شيملس - توماس ميدلديتش _ وادي السيليكون                                                                      | - جوليا لوي دريفوس – نائبة الرئيس - تريسي إليس روس _ بلاك-يش - إيلي كيمبر – كيمي شميت القوية - لوري ميتكاف _ المواصلة - إيمي شومر _ داخل ايمي شومر - ليلي توملن – غرايس وفرانكي                                                           |
| أفضل ممثل في مسلسل درامي | أفضل ممثلة في مسلسل درامي |
| - رامي مالك – السيد روبوت - كايل تشاندلر _ السلالة - بوب أودينكيرك _ من الأفضل الاتصال بسول - ماثيو ريس _ الأمريكيون - ييف شرايبر _ راي دونفان - كيفين سبيسي – بيت من ورق                                                                 | - تاتيانا ماسلاني _ اورفان بلاك - كلير دينس _ أرض الوطن - فيولا ديفيس _ كيف تفلت بجريمة قتل - تاراجي هينسون _ إمبراطورية - كيري رسل _ الأمريكيون - روبين رايت – بيت من ورق                                                                |
| أفضل ممثل في سلسلة محدودة أو فيلم تلفزيوني | أفضل ممثلة في سلسلة محدودة أو فيلم تلفزيوني |
| - كورتني بي. فانسي _ الشعب ضد أو جاي سيمبسون (FX) - براين كرانستون _ طوال الطريق (HBO) - بيندكت كامبرباتش _ شرلوك (PBS) - إدريس ألبا _ لوثر (BBC America) - كوبا غودينق_ الشعب ضد أو جاي سيمبسون (FX) - توم هيدلستون _المدير الليلي (AMC) | - سارة بولسون _ الشعب ضد أو جاي سيمبسون (FX) - كيرستن دانست _ فارغو (FX) - فيليستي هوفمان _ جريمة أمريكية (ABC) - أودرا مكدونالد _ يوم المرأة في بار وشواية ايميرسون (HBO) - ليلي تايلر _ جريمة أمريكية (ABC) - كيري واشنطن – تأكيد (HBO) |

#### أفضل دور مساند
| أفضل ممثل مساند في مسلسل كوميدي | أفضل ممثلة مسانده في مسلسل كوميدي |
| --- | --- |
| - لوي أندرسون _ باسكيتس - تاي باريل _ العائلة الحديثة - أندريه بروير _ بروكلين ناين-ناين - تايتس بورغس _ كيمي شميت القوية - توني هايل _ فيب - كيغان-مايكل كي _ كي وبيل                                            | - كيت مكينون _ ساترداي نايت لايف - آنا كلمسكي _ فيب - غابي هوفمان _ شفاف - أليسون جاني _ أم - نيسي ناش _ غيتينق اون - جوديث لايت _ ترانسبارنت                                                   |
| أفضل ممثل مساند في مسلسل درامي | أفضل ممثلة مساند في مسلسل درامي |
| - بن مندلسون _ السلالة - جوناثان بانكس _ من الأفضل الاتصال بسول - بيتر دينكلاج بدور تيريون لانستر في صراع العروش - كيت هارينغتون بدور جون سنو في صراع العروش - ميخائيل كيلي _ بيت من ورق - جون فويت _ راي دونوفان | - ماغي سميث _ داونتون آبي - لينا هايدي _ صراع العرش - مايسي وليامز _ صراع العروش - إيميليا كلارك _ صراع العروش - كونستانس زيمر _ انريل                                                          |
| أفضل ممثل مساند في سلسلة محدودة أو فيلم تلفزيوني | أفضل ممثلة مساندة في سلسلة محدودة أو فيلم تلفزيوني |
| - ستيرلينغ ك. براون _ الشعب ضد أو جاي سيمبسون - هيو لوري _ المدير الليلي - جيسي بليمنز _ فارغو - ديفيد شويمر _ الشعب ضد أو جاي سيمبسون - جون ترافولتا _ الشعب ضد أو جاي سيمبسون - بوكيم وودين _ فارغو             | - ريجينا كينج _ جريمة أمريكية - سارة بولسون _ قصة رعب أمريكية - كاثي بيتس _ قصة رعب أمريكية - أوليفيا كولمان _ المدير الليلي - ميليسا ليو بدور ليدي بيرد جونسون في ال ذا وي - جين سمارت _ فارغو |

### الإخراج
| أفضل إخراج لمسلسل كوميدي | أفضل إخراج لمسلسل درامي |
| --- | --- |
| - Transparent (حلقة: "Man on the Land"), إخراج جيل سولواي - ماستر اوف نون (حلقة: "الوالدين"), إخراج عزيز أنصاري - وادي السيليكون (حلقة: "Daily Active Users"), إخراج إليك بيرغ - وادي السيليكون (حلقة: "مؤسس ودود"), إخراج مايك جادج - فيب (حلقة: "تقبيل أختك"), إخراج ديفيد ماندل - فيب (حلقة: "الصباح التالي"), إخراج كريس أديسون - فيب (حلقة: "أم"), إخراج دايل ستيرن | - صراع العروش (حلقة: "معركة اللقطاء") إخراج ميغيل سابوتشنيك - داونتون آبي (حلقة: "الحلقة التاسعة"), إخراج مايكل انجلر - صراع العروش (حلقة: "الباب"), إخراج جاك بيندر - هوملاند (حلقة: "تقاليد الضيافة"), إخراج ليسلي لينكا غلاتير - الموهبة (حلقة: "This Is All We Are"), إخراج ستيفن سودربرغ - راي دونفان (حلقة: "Exsuscito"), إخراج ديفيد هولاندر |
| أفضل إخراج لمجموعة خاصة | أفضل إخراج لسلسة محدودة أو فيلم تلفزيوني |
| - غريس: مباشر، إخراج توماس كيل وألكس رودزينسكي - جوائز الغرامي ال58, إخراج لويس J. هورفيتز - اديل مباشر في نيويورك, إخراج بيث مكارثي ميلر - ايمي شومر: الحياة في ابولو، إخراج كريس روك - مركز كينيدي الثقافي, إخراج جلين فايس - Lemonade, إخراج كاهليل جوزيف وبيونسيه | - المدير الليلي، إخراج سوزان بير - طوال الطريق، إخراج جاي روتش - فارغو (حلقة: "قبل القانون"), إخراج نوح هاولي - الشعب ضد أو جاي سيمبسون (حلقة: "من رماد المأساة"), إخراج رايان مورفي - الشعب ضد أو جاي سيمبسون (حلقة: "منى من السماء"), إخراج أنتوني همنغواي - الشعب ضد أو جاي سيمبسون (حلقة: "بطاقة السباق"), إخراج جون سينغلتون                   |

### الكتابة
| أفضل كتابة لمسلسل كوميدي | أفضل كتابة لمسلسل درامي |
| --- | --- |
| - سيد اللاشيء (حلقة: "الوالدين"), كتابة عزيز أنصاري وآلان يانغ - كارثة (حلقة: "الحلقة 1"), كتابة روب ديلاني وشارون هورجان - وادي السيليكون (حلقة: "مؤسس ودود"), كتابة دان أوكيف - وادي السيليكون (حلقة: "The Uptick"), كتابة إليك بيرغ - نائبة الرئيس (حلقة: "الصباح التالي"), كتابة ديفيد ماندل - فيب (حلقة: "أم"), كتابة أليكس غريغوري وبيتر هويك | - صراع العروش (حلقة: "معركة اللقطاء"), كتابة ديفيد بنيوف ودي. بي. فايس - لأمريكيون (حلقة: "Persona Non Grata"), كتابة جويل فيلدز وجو فايسبرغ - داونتون آبي (حلقة: "Episode Eight"), كتابة جوليان فيلويس - ذا غود وايف (حلقة: "End"), كتابة روبرت كينغ وميشيل كينج - السيد روبوت (حلقة: "eps1.0_hellofriend.mov"), كتابة سام إسماعيل - زائف (حلقة: "Return"), كتابة مارتي نوكسون وسارة جيرترود شابيرو |
| أفضل كتابة لمجموعة خاصة | أفضل كتابة لسلسة محدودة أو فيلم تلفزيوني |
| - باتون أوسوالت: الحديث عن التصفيق، كتابة باتون أوسوالت (Netflix) - ايمي شومر: الحياة في ابولو, كتابة إيمي شومر (HBO) - جون مولاني: عودة طفل, كتابة جون مولاني (Netflix) - تيغ نوتارو: فتاة صبيانية تقاطع, كتابة تيغ نوتارو (HBO) - انتصار الانتخابات (Hulu)                                                                                        | - الشعب ضد أو جاي سيمبسون (حلقة: "Marcia, Marcia, Marcia"), كتابة دي فينسينتيس (FX) - فارغو (حلقة: "Loplop"), كتابة بوب ديلورنتيس - Fargo (حلقة: "سياق متناظر"), كتابة نوح هاولي - المدير الليلي, كتابة ديفيد فار - الشعب ضد أو جاي سيمبسون (حلقة: "من رماد المأساة"), كتابة سكوت ألكسندر ولاري كاراسوسكي - الشعب ضد أو جاي سيمبسون (حلقة: "بطاقة السباق"), كتابة جو روبرت كول                       |

## الأكثر ترشيحاً
حسب الشبكة
- اتش بي او = 40
- إف إكس = 28
- نتفليكس = 17
- أي بي سي = 12
- إيه إم سي = 9
- شوتايم = 8
- امازون / سي بي إس / ان بي اس = 6

حسب البرنامج
- ذا بيبول ضد أو جي سيمبسون = 13
- فيب = 10
- صراع العروش = 9
- فارغو = 8
- المدير الليلي = 6

## الأكثر فوزا
حسب الشبكة
- اتش بي او \ إف إكس = 6
- نتفليكس = 3
- ان بي اس\ امازون = 2

حسب البرنامج
- ذا بيبول ضد أو جي سيمبسون = 5
- صراع العروش = 3
- شفاف \ فيب = 2

## الملاحظات
1. ↑  "الأكثر" هي الفئات المذكورة أعلاه: المسلسلات، التمثيل، الكتابة، والإخراج. ولا تشمل الفئات التقنية.
2. ↑  "الأكثر" هي الفئات المذكورة أعلاه: المسلسلات، التمثيل، الكتابة، والإخراج. ولا تشمل الفئات التقنية.

## وصلات خارجية
- حفل توزيع جوائز الإيمي برايم تايم الثامن والستون على موقع IMDb (الإنجليزية)
- إيميز دوت كوم: قائمة المرشحين والفائزين لعام 2016 (بالإنجليزية)
- الموقع الرسمي لأكاديمية فنون التلفاز والعلوم (بالإنجليزية)
- جوائز الإيمي 2016 على قاعدة بيانات الأفلام على الإنترنت (بالإنجليزية)